# Pindsvinet pusler
|  | Denne artikel er oprettet af botten PalnaBot ud fra en ekstern database. Den kan derfor have sproglige fejl eller mangler. Denne skabelon kan fjernes efter kontrol af indholdet. |

Pindsvinet pusler er en film instrueret af Claus Hermansen, Henning Ørnbak.

## Handling
Pindsvinet er et natdyr, der kun kommer frem på bestemte tider i skumringen og om natten. Man ser pindsoen sammen med ungerne og følger den bagefter på en provianteringstur gennem have og mark. Hun holder mest af biller og snegle, men går ikke af vejen for en hugorm, selvom kampen kan blive langvarig. Om efteråret laver pindsvinet sig et hi i en lille hule af nedfaldne blade, og der sover det sig igennem vinteren.